# Year of Return
The Year of Return is een initiatief van de regering van Ghana met het jaar 2019 als centraal punt. Ze wil Afrikanen uit de diaspora aanmoedigen terug te keren naar het continent van hun voorouders, om zich er te vestigen en er te investeren.
Het jaar 2019 was symbolisch omdat ermee herdacht werd dat 400 jaar eerder in de Amerikaanse kolonie Jamestown (Virginia), de eerste tot slaaf gemaakte Afrikanen aankwamen. Ook werden de prestaties en het leed sinds die tijd herdacht.
De Ghanese regering nam het initiatief, samen met de in de Verenigde Staten gevestigde Adinkra Group. Formeel werd het in september 2018 in Washington D.C. gelanceerd door de Ghanese president Nana Akufo-Addo als een programma voor Afrikanen wereldwijd om zich met elkaar te verenigen.
In Ghana werden in 2019 allerlei evenementen georganiseerd die in het teken van het Year of Return stonden, waaronder een Kwaku Festival Ghana.